# セル (雑誌)
『セル』（英語：Cell、細胞の意）はアメリカのセル出版（エルゼビア社傘下）が発行している、1974年創刊の隔週刊の科学学術雑誌。医学・生化学・分子生物学等、ライフサイエンス分野における世界最高峰の学術雑誌である。同誌からの論文の引用の数を示すインパクトファクターが高いことで有名。2021年のインパクトファクターは66.850。Nature, Scienceとともに三大科学誌に数えられ、それぞれの頭文字をとってCNSと呼ばれる。嗅覚受容体の発見、テロメアの機能の解明、iPS細胞の開発をはじめとするノーベル生理学・医学賞の対象となった論文など、医学史・科学史に残る論文が多いことでも有名。
セルでは2005年から出版方式として遅延型のオープンアクセス（delayed open access）を採用している。セルに掲載された論文は出版後12ヶ月経過すると、すべてネット上で無料公開される。過去の論文は1995年までさかのぼって公開されている。
2007年9月7日付の表紙に漫画家・荒木飛呂彦のイラスト（同誌に掲載された日本人研究者の依頼で研究内容をイメージ化したもの）を採用した事で、通常の読者層とは違う方面からも注目を浴びた。

## 専門分野ごとの姉妹紙
生物学の細分化に伴い、20世紀末から各分野に特化した姉妹紙が誕生し、次第にその数が増やされつつある。それぞれ各分野におけるトップジャーナルの１つである。
- Neuron
  - 1988年創刊。神経科学。
- Immunity
  - 1994年創刊。免疫学。
- Molecular Cell
  - 1997年創刊。細胞生物学、分子生物学。
- Developmental Cell
  - 2001年創刊。発生生物学。
- Cancer Cell
  - 2002年創刊。癌領域。
- Cell Metabolism
  - 2005年創刊。代謝領域。
- Cell Host & Microbe
  - 2007年創刊。感染症領域、微生物学。
- Cell Stem Cell
  - 2007年創刊。幹細胞領域、再生医学。

## 生物学全般を対象とした姉妹紙
Cellや上記の専門分野を対象とした姉妹紙ほどはインパクトを求められない中堅誌が多い。
- Current Biology
  - 1991年創刊。生物学全般。
- Cell Reports
  - 2012年創刊。生物学全般。2020-2021年にかけて、Cell Reportsでカバーされない分野を対象としたCell Reports Physical Science（生物学以外の自然科学）、Cell Reports Medicine（医学）、Cell Reports Methods（研究手法）が創刊された。

- Cell Systems
  - 2015年創刊。システム系の生物学全般。

## 脚註
1. ↑  “2021 Journal Citation Reports”.   Clarivate Analytics. 2023年1月4日閲覧。
2. ↑  “ネイチャー、サイエンス時代の向こう側”. WEBRONZA (朝日新聞社). (2015年5月4日) 2018年1月21日閲覧。
3. ↑  Buck, L.; Axel, R. (1991-04-05). “A novel multigene family may encode odorant receptors: a molecular basis for odor recognition”. Cell 65 (1):  175–187. ISSN 0092-8674. PMID 1840504.
4. ↑  Szostak, J. W.; Blackburn, E. H. (1982-5). “Cloning yeast telomeres on linear plasmid vectors”. Cell 29 (1):  245–255. ISSN 0092-8674. PMID 6286143.
5. ↑  Greider, C. W.; Blackburn, E. H. (1985-12). “Identification of a specific telomere terminal transferase activity in Tetrahymena extracts”. Cell 43 (2 Pt 1):  405–413. ISSN 0092-8674. PMID 3907856.
6. ↑  Takahashi, Kazutoshi; Yamanaka, Shinya (2006-08-25). “Induction of pluripotent stem cells from mouse embryonic and adult fibroblast cultures by defined factors”. Cell 126 (4):  663–676. doi:10.1016/j.cell.2006.07.024. ISSN 0092-8674. PMID 16904174.
7. 1 2  Elsevier: Newsroom: Emilie Marcus, Executive Editor, Cell Press Archived 2009年2月8日, at the Wayback Machine. 最終閲覧日 2012-10-14
8. ↑  “Jojo's Araki Draws Cover for U.S. Biological Journal Cell”. Anime News Network. (2007年9月7日) 2019年1月4日閲覧。